# Huamanis de Contisuyo

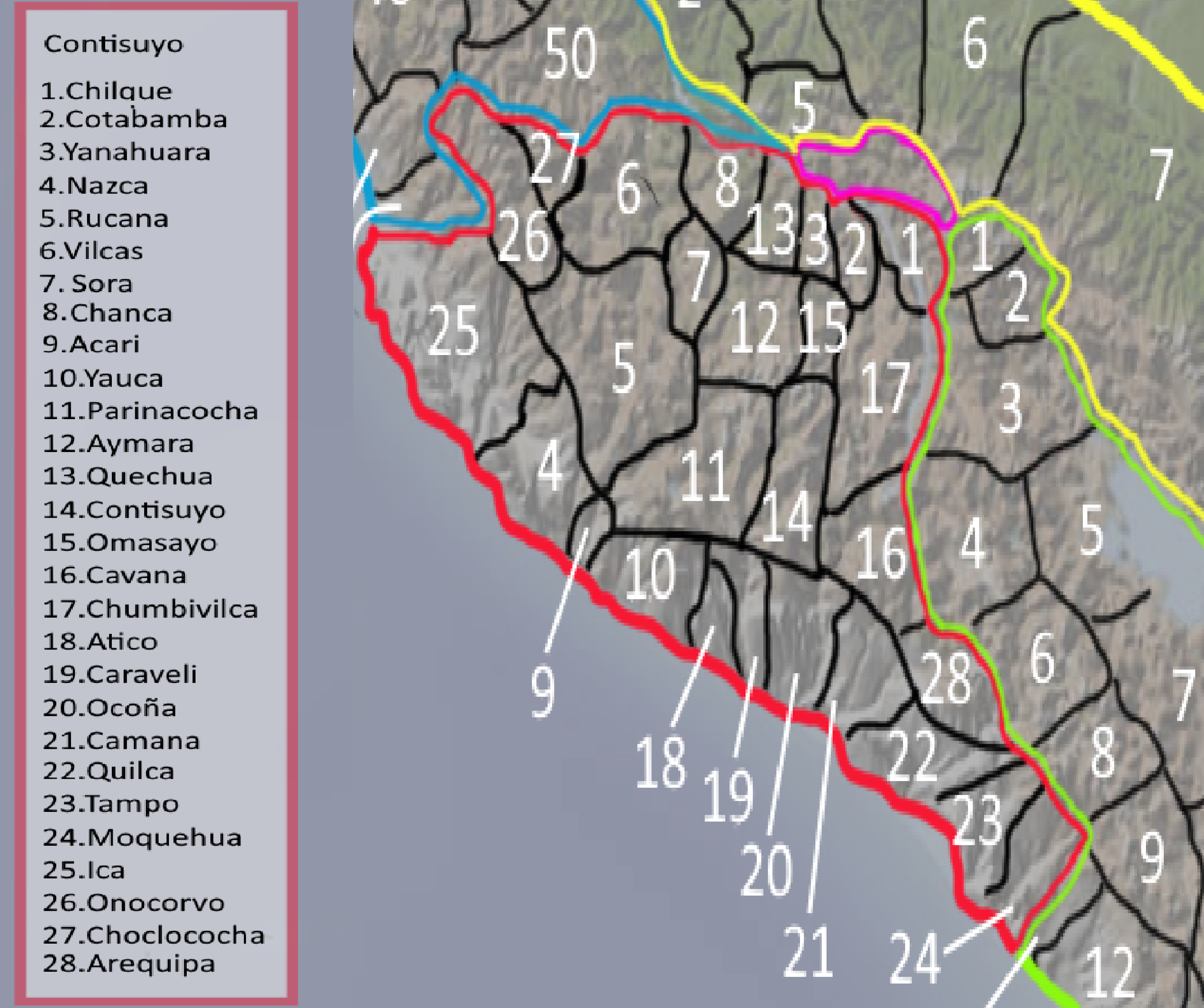
Huamanis de Contisuyo dentro del Imperio incaico.

Los huamanis de Contisuyo fueron una forma de subdivisión que conformaban el suyo del Contisuyo, parte del Imperio Incaico. El suyo se componía de veintiocho provincias muy ricas en diversidad étnica y cultural.

## Huamanis de Antisuyo
| Huamani     | Territorio actual |
| ----------- | ----------------- |
| Chilque     | Perú              |
| Cotabamba   | Perú              |
| Yanahuara   | Perú              |
| Nazca       | Perú              |
| Rucana      | Perú              |
| Vilcas      | Perú              |
| Sora        | Perú              |
| Chanca      | Perú              |
| Acari       | Perú              |
| Yauca       | Perú              |
| Parinacocha | Perú              |
| Aymara      | Perú              |
| Quechua     | Perú              |
| Contisuyo   | Perú              |
| Omasayo     | Perú              |
| Cavana      | Perú              |
| Chumbivilca | Perú              |
| Atico       | Perú              |
| Caraveli    | Perú              |
| Ocoña       | Perú              |
| Camana      | Perú              |
| Quilca      | Perú              |
| Tampo       | Perú              |
| Moquehua    | Perú              |
| Ica         | Perú              |
| Onocorvo    | Perú              |
| Choclococha | Perú              |
| Arequipa    | Perú              |